# Крис Рия
Кристофър Антон Рия (на английски: Christopher Anton Rea) е английски рок и блус певец, китарист и автор на песни.
Известен със своя отличителен клас и специфичен стил на свирене на слайд китара, Рия записва двадесет и пет сутдийни албума, два от които оглавяват британската класация – The Road to Hell от 1989 година и последвалият го Auberge от 1991 година. Още преди да влезе в първите десет на британската класация със сингъла The Road to Hell (Part 2) той вече е „голяма европейска звезда“.
В някои периоди от продължителната му кариера творчеството на Рия е повлияно от негови сериозни здравословни проблеми. Сред многото му хитови песни са I Can Hear Your Heartbeat, Stainsby Girls, Josephine, On the Beach, Let's Dance, Driving Home for Christmas, Working on It, Tell Me There's a Heaven, Auberge и Julia. Той записва и дуета с Елтън Джон If You Were Me. Рия е номиниран три пъти за наградата „Брит“ за солов изпълнител – през 1988, 1989 и 1990 година.
Макар Крис Рия никога да не прави турнета в Съединените щати, неговият сингъл от 1978 година Fool (If You Think It's Over) достига 12-о място в класацията на „Билборд“ и му донася номинация за награда „Грами“ за нов изпълнител. Десетилетие по-късно Working On It оглавява американската класация за мейнстрийм рок. Той има повече от 40 милиона записа продадени по света.

## Биография
Роден е на 4 март 1951 година в Мидълзбро в семейството на ирландка и италианец, собственик на местна верига кафета и фабрика за сладолед. След като завършва училище, в началото на 70-те години на ХХ век започва да се занимава с музика и придобива известност с характерния си глас и изпълненията си на слайд китара. С албума „Water Sign“ от 1983 година има международен успех, който се затвърждава през следващите години.